# Miva
Miva sau MivaScript este un limbaj de programare proprietar utilizat în marea majoritate pentru aplicații internet (e-commerce). A fost dezvoltat de Miva Corporation (San Diego, California), o filială a Corporației FindWhat. Cu toate că o multitudine de companii au suport Miva pe serverele lor, Miva Script este mult mai puțin cunoscut decât concurentul său notoriu PHP.

## Istorie
Limbajul a fost dezvoltat în 1995 de Joe Austin (și echipa lui) sub numele de HTML Script. Firma avea numele HTML Script Corporation și a fost creată la un an după dezvoltarea limbajului. În 1997, Jon Burchmore a rescris în mare parte limbajul pentru a-l face mai consistent. Motorul Miva nou dezvoltat suportă cele 2 versiuni de syntaxă.
În 1998 compania a devenit Miva Corporation iar la sfârșitul anului 1998, prima versiune de Miva Merchant a luat naștere. Aceasta a adus o dezvoltare considerabilă a societății, Miva Merchant devenind astfel produsul de bază ce va aduce profit companiei.
La 1 ianuarie 2004, Miva Corporation a fost preluată de FindWhat.com, o tranzacție ce a valorat aproximativ 8 milioane de dolari. Joe Austin a rămas General Manager. O comunitate puternică se întreține grație mailing listului administrat de Miva. Corporația are conferințe anuale în San Diego cu această comunitate chiar din 2000.

## Funcționarea limbajului
Miva Script a fost deseori descris ca fiind un XML modificat. Tagurile miva sunt prefixate cu <Mv. În versiunea actuală se pot remarca tagurile specifice Miva (<MvAssign Name="Variabila" Value="Valoare">), însă este de remarcat că motorul procesează și tagurile html (<img src="{g.sursa}">)
Una dintre cele mai importante funcționalități ale limbajului este suportul nativ al bazelor dBase care au o metodă de indexare (foarte puternică și rapidă) proprietară Miva.
Variabilele nu au nevoie sa fie declarate pentru a fi inițializate. 
Principalele atuuri ale limbajului sunt: 
- Programare rapidă pentru a ajunge la un rezultat;
- Foarte ușor de învatat;
- Comunitate de programatori solidă;
- Motor gratuit și ușor de instalat (pe orice server cu un cgi instalat)

## Implementări

### Miva Empresa
În versiunile anterioare versiunii 4.0, Miva Empresa (motorul Miva Script) era disponibilă pentru orice versiune de Unix (*ix) și pentru Windows și era comercializată. Din versiunea 4.0 motorul a devenit gratuit și are noi funcționalități. Noul motor (Miva Empresa Virtual Machine cunoscută și sub numele de Empresa VM) suportă Miva Script compilat și este disponibil pentru majoritatea serverelor disponibile pe web.

### Miva Mia
Miva Mia este versiunea desemnată pentru a putea rula Miva Script pe orice calculator (Windows) in local. Este un mini web server ce rulează pe portul desemnat de utilizator (80, 8000, 8080.. etc). Nu este necesar IIS pentru a face ca Mia sa funcționeze. În cazul în care SMTP-ul sau POP3 este utilizat, un server web este necesar. (sau se poate utiliza SMTP-ul ISP-ului).
O nouă versiune de Miva Mia acompaniază fiecare nouă versiune de Empresa, iar ultimele versiuni (de la 4.00 în sus) suportă doar Miva Script Compilat.

### Miva Script Compiler
Este un compilator ce a fost dezvoltat în 2002 care oferă noi ameliorări Miva Script-ului. Principala ameliorare este viteza, câștigându-se enorm prin pre-procesarea scriptului înainte de a fi publicat pe web. Al doilea punct pozitiv este "închiderea" codului, astfel încât comercializarea aplicațiilor Miva Script devine mult mai usor de realizat și reducându-se riscurile legate de piraterie.
Câteva modificări de limbaj au fost efectuate odată cu lansarea versiunii compilate și o mare parte din vechile programe în Miva Script au trebuit să fie modificate pentru a fi rulate cu noul sistem. (de exemplu macrourile au fost eliminate complet, fiind considerate un risc major de securitate)

### Actualități Miva Merchant
În 2008 societatea Miva revinde departamentul Miva Small Business și noua firmă ia numele "Miva Merchant Corporate". Motorul Miva Empresa este evoluat și astăzi este la versiunea 5.4